# Xã Lamont, Quận Hamilton, Kansas
Xã Lamont (tiếng Anh: Lamont Township) là một xã thuộc quận Hamilton, tiểu bang Kansas, Hoa Kỳ. Năm 2010, dân số của xã này là 85 người.